# Paul Edmond Thierry-Delanoue
Paul Edmond Thierry-Delanoue, né le 17 mars 1843 à Paris et mort le 21 décembre 1927 dans la même ville, est un homme politique français.

## Biographie
Propriétaire terrien, il est maire de Soulaines-Dhuys en 1878, succédant à son père, conseiller d'arrondissement en 1878 et conseiller général en 1880. Il est député de l'Aube de 1889 à 1919, siégeant à gauche, chez les Républicains progressistes.
En 1890, il est l'un des membres d'honneur de la Société nationale des beaux-arts.
Il est enterré au cimetière du Père-Lachaise (4e division), à Paris.